# カロリーナ・ロドリゲス
カロリーナ・ロドリゲス・バリェステロス（スペイン語: Carolina Rodríguez Ballesteros, 1986年5月24日 - ）は、スペイン・レオン出身の新体操選手。アテネオリンピック団体総合、ロンドンオリンピック個人総合、リオデジャネイロオリンピック個人総合とオリンピック3大会に出場した。20歳前後がピークとされる新体操競技において、30歳で迎えたリオ五輪では個人総合初の入賞を果たした。

## 経歴

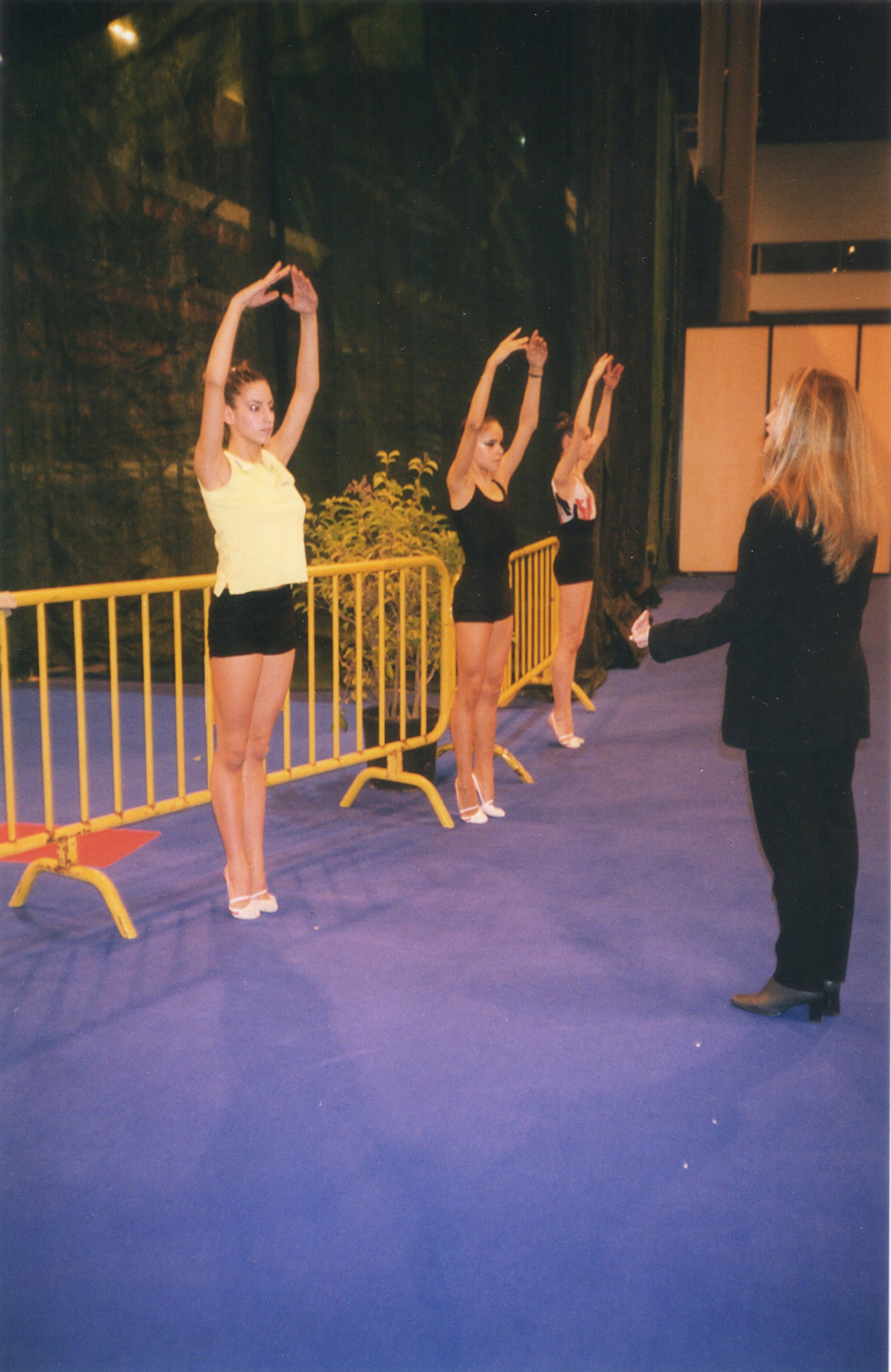
2001年のシド、コリーノ、ロドリゲス

7歳の時に新体操を始めた。「初めて出会った時からこの競技に恋に落ちた」と語っている。1999年のヨーロッパジュニア新体操選手権では4位となった。2001年にはスペインジュニア新体操選手権で準優勝した。2004年にはソニア・アベホン、バルバラ・ゴンサレス、マルタ・リナレス、イサベル・パガン、ヌリア・ベラスコとともに、ギリシャのアテネで開催されたアテネオリンピックの団体総合に出場した。なお、アテネオリンピックと北京オリンピックの個人総合にはスペインからアルムデナ・シドが出場している。2009年の新体操ワールドカップ・コルベイユ＝エソンヌ大会では、ボールで銅メダルを獲得した。同年にはイタリアのペスカーラで開催された地中海競技大会の個人総合でも銅メダルを獲得している。シニアのスペイン新体操選手権では3度個人優勝した。
2012年にはイギリスのロンドンで開催されたロンドンオリンピックの個人総合に出場して14位（決勝進出ならず）となった。2013年はロドリゲスにとって飛躍を遂げたシーズンとなった。トルコのメルスィンで開催された地中海競技大会の個人総合では、ギリシャのヴァルヴァラ・フィリオウ（銀メダル）とフランスのクセニア・ムスタファエヴァ（銅メダル）を抑えて優勝した。
2014年の新体操ワールドカップ・リスボン大会では個人総合で過去最高位の4位となった。3種目すべてで決勝に進出し、クラブでは銅メダルを獲得した。同年の新体操ワールドカップ・ミンスク大会では個人総合で14位となった。同年のヨーロッパ新体操選手権では個人総合で10位となった。同年の新体操ワールドカップ・ソフィア大会では個人総合で11位となった。トルコ・イズミルで開催された2014年世界新体操選手権では68.448点で個人総合10位となった。
2015年の新体操グランプリシリーズホロン大会では個人総合で13位となり、ベルリン大会では15位となった。第1回大会である2015年ヨーロッパ競技大会では個人総合で13位となった。7月のイズミル国際大会ではドイツのヤナ・ベレツコ＝マーグランダーを抑えて優勝した。8月の新体操ワールドカップ・ソフィア大会では個人総合で14位となった。9月にドイツ・シュトゥットガルトで開催された2015年世界新体操選手権では、70.248点で個人総合10位となった。
2016年3月にスロベニア・リュブリャナで開催されたMTMトーナメントでは70.750点で個人総合4位となり、ボールで銀メダルを獲得した。6月にはヨーロッパ新体操選手権に出場し、72.049点で9位となった。7月の新体操ワールドカップ・ベルリン大会では個人総合で8位となり、4種目すべてで決勝に進出した。ブラジルのリオデジャネイロで開催されたリオデジャネイロオリンピックでは個人総合で7位に入賞した。

## オリンピックでの成績
| 年     | 大会                         | 種目     | 結果     |
| ------ | ---------------------------- | -------- | -------- |
| 2004年 | アテネオリンピック           | 団体総合 | 8位      |
| 2008年 | 北京オリンピック             | 出場せず | 出場せず |
| 2012年 | ロンドンオリンピック         | 個人総合 | 予選14位 |
| 2016年 | リオデジャネイロオリンピック | 個人総合 | 決勝7位  |